# Amblychia
Amblychia là một chi bướm đêm thuộc họ Geometridae.

## Các loài
- Amblychia angeronaria Guenée, 1857
- Amblychia cavimargo (Prout, 1925)
- Amblychia hymenaria (Guenée, 1857)
- Amblychia infoveata Prout, 1932
- Amblychia lutulenta (West)
- Amblychia nimia (Prout, 1925)
- Amblychia pardicelata (Walker, [1863])
- Amblychia praeumbrata (Warren, 1893)
- Amblychia sommereri Holloway, 1993
- Amblychia subrubida (Warren, 1896)
- Amblychia torrida Moore